# Euonymus kweichowensis
Euonymus kweichowensis är en benvedsväxtart som beskrevs av C. H. Wang. Euonymus kweichowensis ingår i släktet Euonymus och familjen Celastraceae. Inga underarter finns listade.